# 전옥현
전옥현(全玉鉉, 1956년 2월 1일~)은 대한민국의 외무공무원 출신이자 서울대학교의 국제대학원 초빙교수이다.

## 학력
- 대전고등학교
- 서울대학교 외교학 학사

## 경력
- 1992년 ~ 1995년 : 주유엔 대한민국대표부 참사관
- 국무총리실 심의관
- 2003년 : 주유엔 대한민국 대표부 공사
- 2005년 : 국가안전보장회의 정보관리실장
- 2006년 : 국가정보원장 비서실장
- 2007년 : 국가정보원 해외정보실장
- 국정원 해외국장[1]
- 2008년 3월 ~ 2009년 2월 : 국가정보원 1차장
- 2010년 3월 ~ 2012년 9월 : 주 홍콩 총영사
- 2013년 3월 ~ 2014년 2월 : 한림대학교 국제대학원 초빙교수
- 2014년 4월 : 서울대학교 국제대학원 초빙교수
- 2017년 9월 : 여의도연구원 안보분과위원장
- 2018년 1월 ~ 2018년 5월 : 자유한국당 제2기 혁신위원회 위원
- 2018년 1월 ~ 2018년 9월 : 자유한국당 서울특별시당 서초구(갑) 당원협의회 운영위원장
- 2018년 8월 : 자유한국당 국가안보특별위원회 위원장
- 2018년 12월 ~ 2020년 2월 : 자유한국당 서울시당 서초구(갑) 당협위원장
- 2019년 2월 : 자유한국당 북핵외교안보특별위원회 자문위원
- 2019년 8월 ~ 2020년 2월 : 자유한국당 국가안보위원장
- 2020년 2월 : 미래통합당 국가안보위원회 위원장
- 2021년 12월 ~ 2022년 1월 : 국민의힘 살리는 선거대책위원회 직능총괄본부 중앙위원회 특별지원단 국가안보지원단장
- 2022년 1월 ~ 2022년 3월: 국민의힘 제20대 대통령선거 선거대책본부 직능본부 중앙위원회 특별지원단 국가안보지원단장
- 2025년 5월 ~ 2025년 6월: 제21대 대통령 선거 국민의힘 김문수 대통령 후보 자문 및 보좌 기관 특보단 안보특보